# Rūjiena
Rūjiena (Ests: Ruhja) is een stad in het noorden van Letland aan de rivier Rūja, in de gelijknamige gemeente Rūjienas novads.
De stad noemt zich graag de meest Letse stad omdat er slechts 5% andere nationaliteiten wonen.
De oudst bekende geschiedenis van Rūjiena gaat terug tot de veertiende eeuw. In 1560 werd de burcht bij de stad in de Lijflandse Oorlog verwoest, en de stad werd opnieuw gebouwd.
De stad had tussen 1937 en 1944, en tussen 1977 en 1996 een spoorbaan naar de hoofdstad Riga, die in de stad eindigde.

## Partnersteden
Rūjiena heeft sinds 2019 een partnerband met het Duitse Steinhagen.
- Library of Congress Control Number: n00010353
- Nationale Bibliotheek van Letland: 000041442
- Nationale Bibliotheek van Israël: 987007471509905171
- Virtual International Authority File: 139517285